# M-600
La carretera M-600 es una carretera de la Red Principal (Comunidad de Madrid) de la Comunidad de Madrid. La vía, que discurre entre los municipios de Navalcarnero (en su enlace con la A-5 y R-5) y Guadarrama (sobrepasando el enlace con la AP-6 y enlazando con la N-6 que atraviesa el municipio), Tiene una longitud de 51,960 km.
Es una carretera que atraviesa la comunidad de Madrid por su lado oeste. Discurre entre los términos municipales de Navalcarnero, Sevilla la Nueva, Brunete (donde enlaza con la M-501), Villanueva de la Cañada (donde posteriormente enlaza con la Carretera M-503), Valdemorillo, El Escorial, San Lorenzo de El Escorial y Guadarrama.
Actualmente se encuentra en estudio el desdoblamiento entre la M-503 y la A-5, aunque al igual que la M-501 no está exenta de polémica, pues aunque ese tramo tiene una afección menor al medio ambiente, se cree que ocasionaría un pelotazo urbanístico en los municipios de la zona. También se ha estudiado su posible desdoblamiento entre la M-503 y El Escorial, así como su tramo final hasta la AP-6, pero en estos últimos casos se desaconseja por su negativo impacto ambiental, ya que estos tramos se encuentran enclavados en el Parque Regional del Curso Medio del Río Guadarrama y la ladera del Monte Abantos respectivamente, y porque la ejecución de los mismos elevaría la presión urbanística en el entorno de alto valor medioambiental.

## Tráfico
El tráfico promedio de la carretera por cada tramo en 2012, con las cifras de vehículos diarios, se detalla en la tabla adjunta:
| KM     | Intensidad media diaria | % Vehículos pesados | Ubicación del P.K. de medición                            |
| ------ | ----------------------- | ------------------- | --------------------------------------------------------- |
| 0,620  | 13.932                  | 6,16                | Entre la intersección con AP-6 y M-527                    |
| 3,000  | 16.214                  | 4,58                | Entre la intersección con M-527 y El Escorial             |
| 11,630 | 9.480                   | 4,58                | Entre la variante de la Herrería y Peralejo               |
| 18,640 | 8.084                   | 6,10                | Entre Valdemorillo y la intersección con M-533            |
| 24,020 | 12.820                  | 4,92                | Entre Valdemorillo y la intersección con M-503            |
| 28,730 | 17.422                  | 6,04                | Entre Villanueva de la Cañada y la intersección con M-503 |
| 34,770 | 13.789                  | 5,57                | Entre Brunete y Villanueva de la Cañada                   |
| 39,000 | 11.354                  | 6,74                | Entre Brunete y Sevilla La Nueva                          |
| 43,800 | 7.353                   | 9,17                | Entre Navalcarnero y Sevilla La Nueva                     |
| 48,100 | 4.336                   | 9,64                | Variante de Navalcarnero                                  |

## Tramos (proyecto de futura autovía)
| Denominación | Tramo                                            | km   | Estado (2025)          |
| ------------ | ------------------------------------------------ | ---- | ---------------------- |
|              | Guadarrama AP-6 - Villanueva de la Cañada M-503  | 27,7 | En estudio informativo |
|              | Villanueva de la Cañada M-503 - Navalcarnero A-5 | 24,3 | En estudio informativo |